# McKinley Heights (Ohio)
McKinley Heights es un lugar designado por el censo ubicado en el condado de Trumbull en el estado estadounidense de Ohio. En el Censo de 2010 tenía una población de 1060 habitantes y una densidad poblacional de 469,88 personas por km².

## Geografía
McKinley Heights se encuentra ubicado en las coordenadas 41°11′14″N 80°43′2″O / 41.18722, -80.71722. Según la Oficina del Censo de los Estados Unidos, McKinley Heights tiene una superficie total de 2.26 km², de la cual 2.26 km² corresponden a tierra firme y (0%) 0 km² es agua.

## Demografía
Según el censo de 2010, había 1060 personas residiendo en McKinley Heights. La densidad de población era de 469,88 hab./km². De los 1060 habitantes, McKinley Heights estaba compuesto por el 97.36% blancos, el 1.23% eran afroamericanos, el 0.28% eran amerindios, el 0.66% eran asiáticos, el 0% eran isleños del Pacífico, el 0% eran de otras razas y el 0.47% pertenecían a dos o más razas. Del total de la población el 0.28% eran hispanos o latinos de cualquier raza.